# 菩提仙川
菩提仙川（ぼだいせんがわ）は佐保川の支流。奈良県北部の奈良市・天理市・大和郡山市を流れる川である。

## 地理
奈良市北椿尾町の城山付近および菩提山町北端の鉢伏峠に発し南西流、天理市北部を貫流し、大和郡山市番条町で佐保川左岸に注ぐ。

## 流域の自治体
奈良県
奈良市・天理市・大和郡山市

## 主な支流
- 五ヶ谷川（ごかだにがわ）  - 奈良市南東部を流れる川。奈良市中畑町の名阪国道（国道25号）五ヶ谷IC付近の大カーブの下付近の谷に発し北西流、奈良市虚空蔵町で菩提仙川に注ぐ。